# Pitajo à sourcils d'or
Silvicultrix pulchella
Ne doit pas être confondu avec Pitajo à sourcils blancs.
Espèce
Synonymes
- Ochthoeca pulchella

Statut de conservation UICN

 LC  : Préoccupation mineure
Le Pitajo à sourcils d'or (Silvicultrix pulchella) est une espèce de passereaux de la famille des Tyrannidae,. Plusieurs bases de données comme Catalogue of Life, ITIS et l'Animal Diversity Web l'appellent Ochthoeca pulchella,,. Elles considèrent en effet les espèces du genre Silvicultrix comme appartenant au genre Ochthoeca, contrairement au Congrès ornithologique international qui les en a séparées à la suite des travaux de Tello et al. et de Harshman en 2009.

## Systématique et distribution
Cet oiseau est représenté par deux sous-espèces selon la classification de référence du Congrès ornithologique international (version 9.1, 2019) :
- Silvicultrix pulchella similis (Carriker, 1933) : versant est des Andes du Pérou (du sud du département d'Amazonas à celui de Junín) ;
- Silvicultrix pulchella pulchella (Sclater, PL & Salvin, 1876) : dans les Andes, du sud-est du Pérou (départements de Cuzco et d'Ayacucho) à l'ouest de la Bolivie[1],[2],[7].